# Olympische Sommerspiele 1984/Teilnehmer (Puerto Rico)
| Gelbes Symbol für Goldmedaillen mit stilisierten Olympischen Ringen | Graues Symbol für Silbermedaillen mit stilisierten Olympischen Ringen | Braundes Symbol für Bronzemedaillen mit stilisierten Olympischen Ringen |
| ------------------------------------------------------------------- | --------------------------------------------------------------------- | ----------------------------------------------------------------------- |
| —                                                                   | 1                                                                     | 1                                                                       |

Puerto Rico nahm an den Olympischen Sommerspielen 1984 in Los Angeles, USA, mit einer Delegation von 51 Sportlern (43 Männer und acht Frauen) teil.

## Medaillengewinner

### Silber
| Name(n)    | Sportart | Wettkampf     |
| ---------- | -------- | ------------- |
| Luis Ortiz | Boxen    | Leichtgewicht |

### Bronze
| Name(n)            | Sportart | Wettkampf     |
| ------------------ | -------- | ------------- |
| Arístides González | Boxen    | Mittelgewicht |

## Teilnehmer nach Sportarten

### Bogenschießen
- Ismael Rivera
Einzel: 58. Platz

### Boxen
- Rafael Ramos
Halbfliegengewicht: 5. Platz

- José Rodríguez
Fliegengewicht: 9. Platz

- John John Molina
Bantamgewicht: 9. Platz

- Orlando Fernández
Federgewicht: 17. Platz

- Luis Ortiz
Leichtgewicht: Silber

- Jorge Maysonet
Halbweltergewicht: 5. Platz

- Carlos Reyes
Weltergewicht: 17. Platz

- Víctor Claudio
Halbmittelgewicht: 17. Platz

- Arístides González
Mittelgewicht: Bronze

- Arcadio Fuentes
Halbschwergewicht: 17. Platz

- Isaac Barrientos
Superschwergewicht: 9. Platz

### Fechten
- Edgardo Díaz
Florett, Einzel: 39. Platz

- Gilberto Peña
Degen, Einzel: 48. Platz

### Gewichtheben
- William Letriz
Mittelgewicht: 17. Platz

### Judo
- Jorge Bonnet
Halbmittelgewicht: 12. Platz

- José Fuentes
Mittelgewicht: 18. Platz

### Leichtathletik
- Luis Morales
100 Meter: Halbfinale
200 Meter: Halbfinale

- Nelson Erazo
200 Meter: Vorläufe

- Jorge González
Marathon: 13. Platz

- César Mercado
Marathon: 31. Platz

- Claudio Cabán
Marathon: 53. Platz

- Carmelo Ríos
3000 Meter Hindernis: Halbfinale

- Edgardo Rivera
Stabhochsprung: 18. Platz in der Qualifikation

- Marie Mathieu
Frauen, 400 Meter: Halbfinale
Frauen, 4 × 400 Meter: Vorläufe

- Angelita Lind
Frauen, 800 Meter: Halbfinale
Frauen, 4 × 400 Meter: Vorläufe

- Naydi Nazario
Frauen, Marathon: 33. Platz

- Margaret de Jesús
Frauen, 4 × 400 Meter: Vorläufe

- Evelyn Mathieu
Frauen, 4 × 400 Meter: Vorläufe

- Laura Agront
Frauen, Hochsprung: 22. Platz in der Qualifikation

- Madeline de Jesús
Frauen, Weitsprung: 21. Platz in der Qualifikation

### Radsport
- Ramón Rivera
Straßenrennen: DNF

### Reiten
- Libby Hernández
Dressur, Einzel: 37. Platz

- Mark Watring
Vielseitigkeit, Einzel: DNF

### Ringen
- Orlando Cáceres
Bantamgewicht: 4. Platz

- Carmelo Flores
Federgewicht, Freistil: Gruppenphase

- José Betancourt
Leichtgewicht, Freistil: Gruppenphase

### Rudern
- Juan Félix
Einer: 10. Platz

### Schießen
- Manuel Hawayek
Kleinkaliber, liegend: 25. Platz

- José Artecona
Trap: 35. Platz

### Schwimmen
- Fernando Cañales
100 Meter Freistil: 19. Platz
200 Meter Freistil: 37. Platz
4 × 100 Meter Freistil: 14. Platz

- Tony Portela
100 Meter Freistil: 27. Platz
4 × 100 Meter Freistil: 14. Platz

- Miguel Figueroa
4 × 100 Meter Freistil: 14. Platz

- Rafael Gandarillas
4 × 100 Meter Freistil: 14. Platz

- Filiberto Colon
100 Meter Schmetterling: 29. Platz
200 Meter Schmetterling: 12. Platz

### Segeln
- Manuel Dalmau
Windsurfen: 20. Platz

- Enrique Díaz
Tornado: 18. Platz

- Juan Torruella, Jr.
Tornado: 18. Platz

- Eric Tulla
Soling: 19. Platz

- Jerry Pignolet
Soling: 19. Platz

- Ronnie Ramos
Soling: 19. Platz